# Руда (Піський повіт)
Руда (пол. Ruda, нім. Ruhden) — село в Польщі, у гміні Біла Піська Піського повіту Вармінсько-Мазурського воєводства.
Населення — 91 особа (2011).

## Демографія
Демографічна структура станом на 31 березня 2011 року:
|          | Загалом | Допрацездатний вік | Працездатний вік | Постпрацездатний вік |
| -------- | ------- | ------------------ | ---------------- | -------------------- |
| Чоловіки | 46      | 9                  | 34               | 3                    |
| Жінки    | 45      | 9                  | 28               | 8                    |
| Разом    | 91      | 18                 | 62               | 11                   |